# Minimax pl 4
Minimax pl 4 – czwarta edycja kompilacji utworów, wybranych przez Piotra Kaczkowskiego, wydana w 2007. Firmowana jest nazwą polskiej audycji, Minimax, nadawanej na antenie Programu III Polskiego Radia. Dla wszystkich wykonawców na płycie, poza zespołem Kombajn do Zbierania Kur po Wioskach, to wydawnictwo stanowiło debiut płytowy.

## Lista utworów
1. Sandaless XXX – 4:12
2. Inersis Intro/Bird – 9:28
3. Lustro "Ja Wiem" – 3:47
4. Succumb Nie Zapomnisz (Dziad) – 5:03
5. Tramway What are you gonna do – 4:04
6. Mjut Do końca wszystkiego – 2:51
7. GandahaR Uratuj się – 3:16
8. One Nation Freedom – 3:47
9. Lasal Wojna – 4:45
10. Pavulon Twist Perfect Kiss – 2:41
11. Londyn Time is like an ocean – 3:32
12. Korek Wiem, że nic nie wiem – 3:29
13. Żywiołak Dybuk – 5:23
14. B.Elegancko Złego Śmiech – 4:32
15. Pink Elephant Tracę Siłę – 5:59
16. Kombajn do Zbierania Kur po Wioskach Krokodyle – 3:12